# Igor Lozo
Igor Lozo (Spalato, 2 marzo 1984) è un calciatore croato, difensore del Val.

## Statistiche

### Cronologia presenze e reti in nazionale
| Cronologia completa delle presenze e delle reti in nazionale ― Croazia under 21 | Cronologia completa delle presenze e delle reti in nazionale ― Croazia under 21 | Cronologia completa delle presenze e delle reti in nazionale ― Croazia under 21 | Cronologia completa delle presenze e delle reti in nazionale ― Croazia under 21 | Cronologia completa delle presenze e delle reti in nazionale ― Croazia under 21 | Cronologia completa delle presenze e delle reti in nazionale ― Croazia under 21 | Cronologia completa delle presenze e delle reti in nazionale ― Croazia under 21 | Cronologia completa delle presenze e delle reti in nazionale ― Croazia under 21 |
| Data                                                                            | Città                                                                           | In casa                                                                         | Risultato                                                                       | Ospiti                                                                          | Competizione                                                                    | Reti                                                                            | Note                                                                            |
| ------------------------------------------------------------------------------- | ------------------------------------------------------------------------------- | ------------------------------------------------------------------------------- | ------------------------------------------------------------------------------- | ------------------------------------------------------------------------------- | ------------------------------------------------------------------------------- | ------------------------------------------------------------------------------- | ------------------------------------------------------------------------------- |
| 9-11-2000                                                                       | Samobor                                                                         | Croazia under 21                                                                | 2 – 0                                                                           | Slovenia under 21                                                               | Amichevole                                                                      | -                                                                               |                                                                                 |
| 10-5-2005                                                                       | Pribislavec                                                                     | Croazia under 21                                                                | 3 – 0                                                                           | Ungheria under 21                                                               | Amichevole                                                                      | -                                                                               |                                                                                 |
| 18-5-2005                                                                       | Pau                                                                             | Francia under 21                                                                | 1 – 0                                                                           | Croazia under 21                                                                | Amichevole                                                                      | -                                                                               | 71’                                                                             |
| 1-8-2006                                                                        | Costrena                                                                        | Croazia under 21                                                                | 4 – 1                                                                           | Bosnia ed Erzegovina under 21                                                   | Amichevole                                                                      | -                                                                               | 79’                                                                             |
| 15-8-2006                                                                       | Grosseto                                                                        | Italia under 21                                                                 | 0 – 0                                                                           | Croazia under 21                                                                | Amichevole                                                                      | -                                                                               | 86’                                                                             |
| Totale                                                                          |                                                                                 | Presenze                                                                        | 5                                                                               |                                                                                 | Reti                                                                            | 0                                                                               |                                                                                 |

## Palmarès

### Club

#### Competizioni nazionali
- Coppa di Croazia: 1

Hajduk Spalato: 2002-2003